# 徐更生
徐更生（1936年8月—），男，上海青浦人，中国农业经济学家，曾任中国社会科学院世界农业经济发展研究中心主任，第九、十届全国政协委员。